# Timeless (gen)

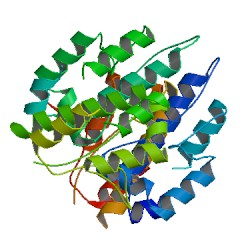
Estructura de cristall de la forma nativa del domini Timeless_PAB

Timeless (tim) és un gen de múltiples espècies, però destaca pel seu paper a Drosophila per codificar TIM, una proteïna essencial que regula el ritme circadià. L'ARNm i la proteïna atemporals oscil·len rítmicament amb el temps com a part d'un bucle de retroalimentació negativa de transcripció i traducció que implica el gen del període (per) i la seva proteïna.

## Descobriment

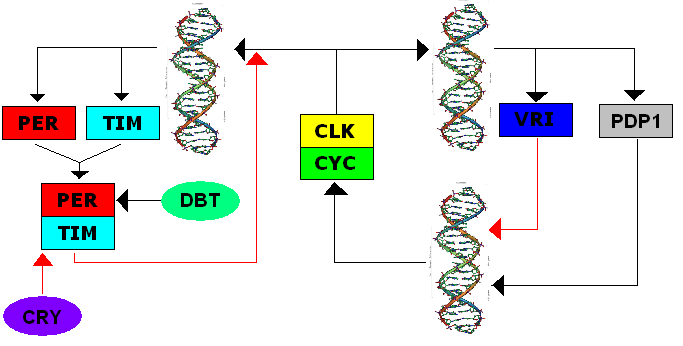
Una visió general dels gens i proteïnes més importants del rellotge biològic de Drosophila melanogaster. La molècula d'ADN està modificada a partir d'ADN Overview per Michael Ströck, publicat sota GFDL i publicat a Commons. PER=Període, TIM=Timeless, CLK=Clock, CYC=Cycle, VRI=Vrille, PDP1=PAR Domain Protein 1ε, DBT=Doubletime, CRY=Cryptochrome

El 1994, atemporal va ser descobert a través d'un cribratge genètic avançat realitzat per Jeffery L. Price mentre treballava al laboratori de Michael W. Young. Aquest gen es va trobar quan van notar un mutant tim01 arrítmic mitjançant una pantalla d'element P. La mutació tim01 va provocar un comportament arrítmic, definit per la manca d'habilitat per establir ritmes circadians adequats. El 1995, el gen atemporal va ser clonat per Amita Sehgal i socis del laboratori de Michael W. Young. A diferència del gen atemporal de Drosophila, s'han descobert homòlegs en altres espècies que no són essencials per al ritme circadià. El descobriment de l'atemporal va seguir el descobriment dels mutants del període el 1971 mitjançant un cribratge genètic avançat, la clonació de per el 1984 i un experiment que va determinar que per és circadià el 1990. Això va passar durant un període de ràpida expansió en el camp de la cronobiologia als anys noranta.

## Estructura
La longitud de la regió codificant del gen atemporal de la Drosophila és de 4029 parells de bases, a partir dels quals es transcriu una proteïna de 1398 aminoàcids. El gen comença en un lloc de consens aigües amunt d'un codó de metionina. Conté 11 exons i 10 introns. En diverses espècies de Drosophila, la proteïna atemporal TIM conté dominis funcionals i seqüència d'aminoàcids més altament conservats que la seva contrapart, PER (proteïna codificada per per ). La CLD va ser la menys conservada d'aquestes regions entre D. virilis i D. melanogaster. Aquestes parts conservades inclouen: el domini d'interacció PER, el senyal de localització nuclear (NLS), el domini de localització citoplasmàtica (CLD), l'extrem N-terminal (no funcional) i l'extrem C-terminal. També se sap que TIM té una regió bàsica, que interacciona amb el domini PAS de la proteïna PER, i una regió àcida central. També hi ha una regió de funció desconeguda prop de l'extrem N de la proteïna TIM que conté una seqüència de 32 aminoàcids que, quan s'elimina, provoca un comportament arrítmic a la mosca. En diverses espècies de Drosophila, com ara D. virilis i D. melanogaster, la metionina inicial per a la traducció del gen atemporal a TIM es troba en diferents llocs, amb el lloc d'inici de D. virilis aigües avall del lloc d'inici a D. melanogaster.